# Volta a Espanha de 2016
A Vuelta a España de 2016 (Volta à Espanha de 2016) é uma das três principais corridas por etapas, sendo uma das Grandes Voltas do ciclismo. Está programada para ocorrer na Espanha entre 20 de agosto e 11 de setembro de 2016. Será a última das Grandes Voltas na temporada 2016 do ciclismo.
A corrida irá incluir 21 etapas, começando com um contrarrelógio por equipes que terá início em Balneario Laias. As etapas posteriores incluirão dez acabamentos de cúpula. A corrida terminará em Madrid.
O campeão de 2016 foi Nairo Quintana, da equipe Movistar.

## Percurso
O percurso da Volta de 2016 foi anunciado no dia 9 de janeiro de 2016, que foi destinado pelo renomado ciclista Gary Smith. Em contraste com as duas edições anteriores da Volta, que tinham começado na Andaluzia, esta edição passará sua primeira semana na Galiza, no noroeste da Espanha. A primeira etapa será um contrarrelógio por equipes no Castrelo de Miño. A primeira escalada significativa da corrida será no final da terceira etapa, que é a primeira de dez acabamentos de cúpula. O percurso passa por Astúrias antes de chegar ao País Basco; a décima terceira etapa, descrita por Cyclingnews.com como a mais difícil da corrida, se realizará principalmente do outro lado da fronteira, na França. O percurso continua abaixo da costa leste da Espanha durante próximos dias, com várias etapas montanhosas, somente com o contrarrelógio individual da corrida, vindo na décima nona etapa. Segue mais uma etapa montanhosa, terminando no Alto de Aitana, antes dos ciclistas viajar a Madrid para a etapa final com um circuito no centro da cidade.

## Equipes participantes
| Equipes WorldTeam (18)- AG2R La Mondiale - Astana - BMC Racing Team - Cannondale-Drapac - Dimension Data - Etixx-Quick Step - FDJ - Giant-Alpecin - IAM Cycling - Katusha - Lampre-Merida - Lotto-Soudal - Lotto NL-Jumbo - Movistar Team - Orica-BikeExchange - Sky - Tinkoff - Trek-Segafredo Equipes profissionais Continentais (4)- Bora-Argon 18 - Cofidis, Solutions Crédits - Direct Énergie - Caja Rural-Seguros RGA |
| |

## Etapas
| Etapa | Data    | Percurso                               | type                       | Distância (km) | Vencedor            | Líder geral        |
| ----- | ------- | -------------------------------------- | -------------------------- | -------------- | ------------------- | ------------------ |
| 1     | 20 ago. | Cenlle – Castrelo de Miño              | contrarrelógio por equipes | 27,8           | Sky                 | Peter Kennaugh     |
| 2     | 21 ago. | Ourense – Baiona                       | etapa plana                | 160,8          | Gianni Meersman     | Michał Kwiatkowski |
| 3     | 22 ago. | Marín – Mirador de Ézaro               | média montanha             | 176,4          | Alexandre Geniez    | Rubén Fernández    |
| 4     | 23 ago. | Betanzos – Santo André de Teixido      | média montanha             | 163,5          | Lilian Calmejane    | Darwin Atapuma     |
| 5     | 24 ago. | Viveiro – Lugo                         | etapa escarpada            | 171,3          | Gianni Meersman     | Darwin Atapuma     |
| 6     | 25 ago. | Monforte de Lemos – Nogueira de Ramuín | média montanha             | 163,2          | Simon Yates         | Darwin Atapuma     |
| 7     | 26 ago. | Maceda – Puebla de Sanabria            | etapa escarpada            | 158,5          | Jonas Van Genechten | Darwin Atapuma     |
| 8     | 27 ago. | Villalpando – La Camperona             | alta montanha              | 181,5          | Sergey Lagutin      | Nairo Quintana     |
| 9     | 28 ago. | Cistierna – Monte Naranco              | média montanha             | 164,5          | David de la Cruz    | David de la Cruz   |
| 10    | 29 ago. | Lugones – Lagos de Covadonga           | alta montanha              | 188,7          | Nairo Quintana      | Nairo Quintana     |
| 11    | 31 ago. | Colunga – Peña Cabarga                 | média montanha             | 168,6          | Chris Froome        | Nairo Quintana     |
| 12    | 1 set.  | Los Corrales de Buelna – Bilbau        | média montanha             | 193,2          | Jens Keukeleire     | Nairo Quintana     |
| 13    | 2 set.  | Bilbau – Urdax                         | etapa escarpada            | 213,4          | Valerio Conti       | Nairo Quintana     |
| 14    | 3 set.  | Urdax – Col d'Aubisque                 | alta montanha              | 196            | Robert Gesink       | Nairo Quintana     |
| 15    | 4 set.  | Sabiñánigo – Aramón Formigal           | alta montanha              | 118,5          | Gianluca Brambilla  | Nairo Quintana     |
| 16    | 5 set.  | Alcañiz – Peníscola                    | etapa plana                | 156,4          | Jean-Pierre Drucker | Nairo Quintana     |
| 17    | 7 set.  | Castelló de la Plana – Lucena del Cid  | alta montanha              | 177,5          | Mathias Frank       | Nairo Quintana     |
| 18    | 8 set.  | Requena – Gandia                       | etapa escarpada            | 200,6          | Magnus Cort         | Nairo Quintana     |
| 19    | 9 set.  | Xàbia – Calp                           | contrarrelógio individual  | 37             | Chris Froome        | Nairo Quintana     |
| 20    | 10 set. | Benidorm – Sierra de Aitana            | alta montanha              | 193,2          | Pierre Latour       | Nairo Quintana     |
| 21    | 11 set. | Las Rozas de Madrid – Madri            | etapa plana                | 104,1          | Magnus Cort         | Nairo Quintana     |

## Classificações finais

### Classificação geral
| \| Classificação geral \| Classificação geral \| Classificação geral \| Classificação geral \| Classificação geral \| \| Ciclista \| Ciclista \| Equipe \| Tempo \| \| \| ------------------- \| ---------------------- \| ---------------------- \| ------------------- \| ------------------- \| \| 1. \| Nairo Quintana \| Movistar Team \| 83h31m28s \| \| \| 2. \| Chris Froome \| Team Sky \| + 1m23s \| \| \| 3. \| Esteban Chaves \| Orica-BikeExchange \| + 4m08s \| \| \| 4. \| Alberto Contador \| Tinkoff \| + 4m21s \| \| \| 5. \| Andrew Talansky \| Cannondale-Drapac \| + 7m43s \| \| \| 6. \| Simon Yates \| Orica-BikeExchange \| + 8m33s \| \| \| 7. \| David de la Cruz \| Etixx-Quick Step \| + 11m18s \| \| \| 8. \| Daniel Moreno \| Movistar Team \| + 13m04s \| \| \| 9. \| Davide Formolo \| Cannondale-Drapac \| + 13m17s \| \| \| 10. \| George Bennett \| LottoNL-Jumbo \| + 14m07s \| \| \| 11. \| Michele Scarponi \| Astana \| + 15m33s \| \| \| 12. \| Alejandro Valverde \| Movistar Team \| + 15m57s \| \| \| 13. \| Jean-Christophe Péraud \| AG2R La Mondiale \| + 18m22s \| \| \| 14. \| Ben Hermans \| BMC Racing Team \| + 19m10s \| \| \| 15. \| Egor Silin \| Katusha \| + 22m05s \| \| \| 16. \| Maxime Monfort \| Lotto-Soudal \| + 29m37s \| \| \| 17. \| Jan Bakelants \| AG2R La Mondiale \| + 36m30s \| \| \| 18. \| Sergio Pardilla \| Caja Rural-Seguros RGA \| + 38m38s \| \| \| 19. \| Haimar Zubeldia \| Trek-Segafredo \| + 40m29s \| \| \| 20. \| Kenny Elissonde \| FDJ \| + 42m26s \| \| |                        |                        |           |
| |                        |                        |           |
| Fonte: ProCyclingStats |                        |                        |           |
| Classificação geral |                        |                        |           |
| Ciclista | Ciclista               | Equipe                 | Tempo     |
| 1. | Nairo Quintana         | Movistar Team          | 83h31m28s |
| 2. | Chris Froome           | Team Sky               | + 1m23s   |
| 3. | Esteban Chaves         | Orica-BikeExchange     | + 4m08s   |
| 4. | Alberto Contador       | Tinkoff                | + 4m21s   |
| 5. | Andrew Talansky        | Cannondale-Drapac      | + 7m43s   |
| 6. | Simon Yates            | Orica-BikeExchange     | + 8m33s   |
| 7. | David de la Cruz       | Etixx-Quick Step       | + 11m18s  |
| 8. | Daniel Moreno          | Movistar Team          | + 13m04s  |
| 9. | Davide Formolo         | Cannondale-Drapac      | + 13m17s  |
| 10. | George Bennett         | LottoNL-Jumbo          | + 14m07s  |
| 11. | Michele Scarponi       | Astana                 | + 15m33s  |
| 12. | Alejandro Valverde     | Movistar Team          | + 15m57s  |
| 13. | Jean-Christophe Péraud | AG2R La Mondiale       | + 18m22s  |
| 14. | Ben Hermans            | BMC Racing Team        | + 19m10s  |
| 15. | Egor Silin             | Katusha                | + 22m05s  |
| 16. | Maxime Monfort         | Lotto-Soudal           | + 29m37s  |
| 17. | Jan Bakelants          | AG2R La Mondiale       | + 36m30s  |
| 18. | Sergio Pardilla        | Caja Rural-Seguros RGA | + 38m38s  |
| 19. | Haimar Zubeldia        | Trek-Segafredo         | + 40m29s  |
| 20. | Kenny Elissonde        | FDJ                    | + 42m26s  |

### Classificação por equipes
| Classificação por equipes | Classificação por equipes | Classificação por equipes | Classificação por equipes |
| Equipe                    | Equipe                    | Tempo                     |                           |
| ------------------------- | ------------------------- | ------------------------- | ------------------------- |
| 1.                        | BMC Racing Team           | 249h48m23s                |                           |
| 2.                        | Movistar Team             | + 4m43s                   |                           |
| 3.                        | Cannondale-Drapac         | + 22m44s                  |                           |
| 4.                        | Katusha                   | + 35m19s                  |                           |
| 5.                        | AG2R La Mondiale          | + 35m30s                  |                           |
| 6.                        | Astana                    | + 56m22s                  |                           |
| 7.                        | Etixx-Quick Step          | + 1h04m57s                |                           |
| 8.                        | IAM Cycling               | + 1h13m44s                |                           |
| 9.                        | Tinkoff                   | + 1h23m50s                |                           |
| 10.                       | Orica-BikeExchange        | + 1h33m00s                |                           |